# Francis Bailly (photojournaliste)
Pour l’article homonyme, voir Francis Bailly.
Francis Bailly est un photojournaliste français né en 1934, et mort le 19 février 1971 dans la région de Kampong Cham au Cambodge.

## Biographie
Francis Bailly couvre en 1970 la guerre du Viêt Nam. Il est accrédité par l’agence photographique Gamma. 
Il avait aussi travaillé au Cambodge pour l'agence de presse américaine United Press International.
Il a été tué le 19 février 1971 au Cambodge, dans la région de Chup, lors d’une contre-offensive nord-vietnamienne, déclenchée au Laos dans la région de la route no 9. Son corps est retrouvé à 16 km au sud-est de la province de Kampong Cham . Il avait 37 ans.

### Mémoire et postérité

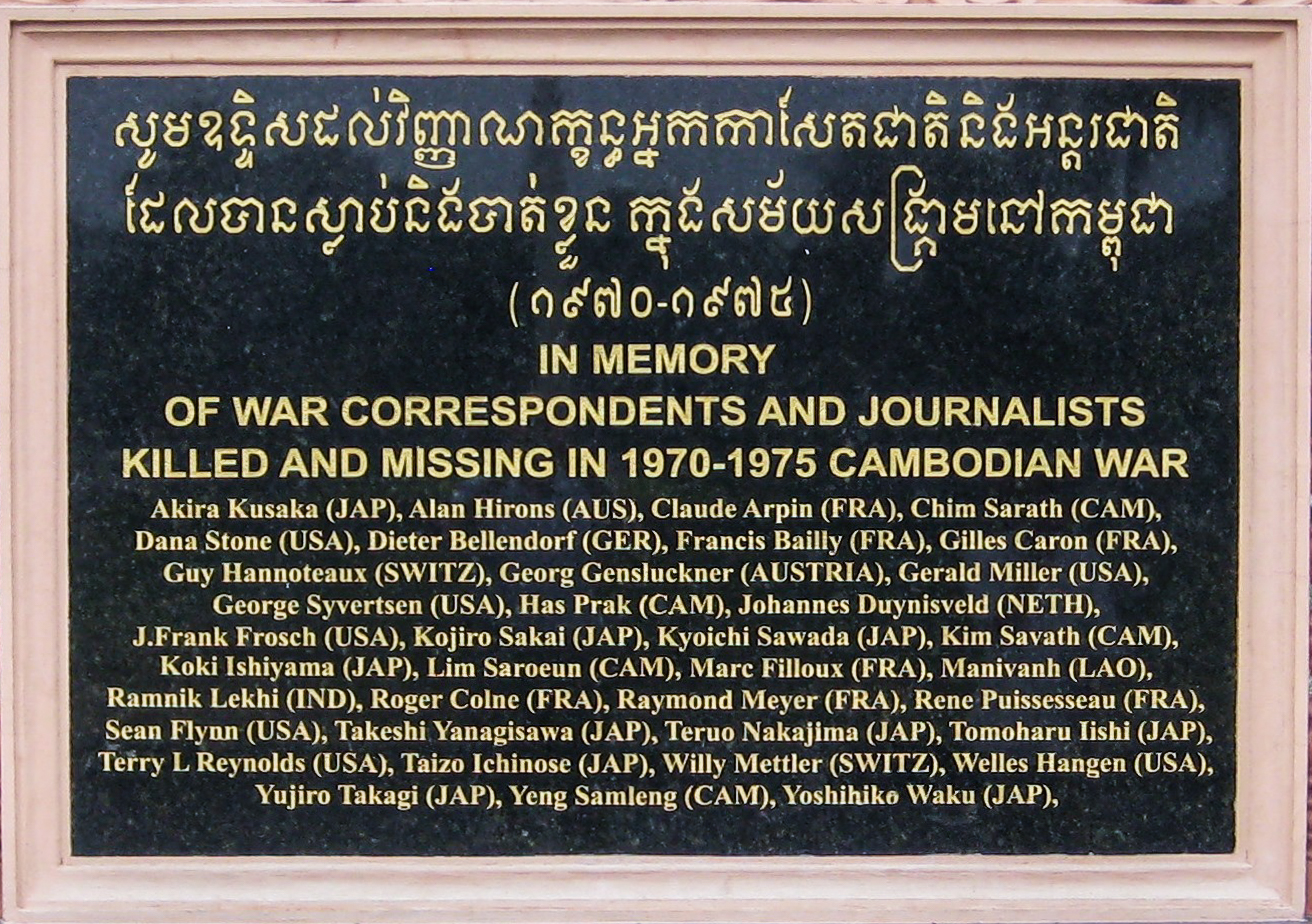
Mémorial à la mémoire des journalistes tués au Cambodge 1970-1975

Le nom de Francis Bailly est inscrit sur le Mémorial des reporters de Bayeux, ainsi que sur le monument à la mémoire des trente sept correspondants et journalistes tués ou portés disparus pendant la guerre du Cambodge entre 1970 et 1975, élevé à Phnom Penh en 2013.